# Slatinky
Slatinky (en allemand : Klein Latein) est une commune du district de Prostějov, dans la région d'Olomouc, en République tchèque. Sa population s'élevait à 599 habitants en 2023.

## Géographie
Slatinky se trouve à 8,5 km au nord-nord-ouest de Prostějov, à 12,5 km au sud-ouest d'Olomouc et à 201 km à l'est-sud-est de Prague.

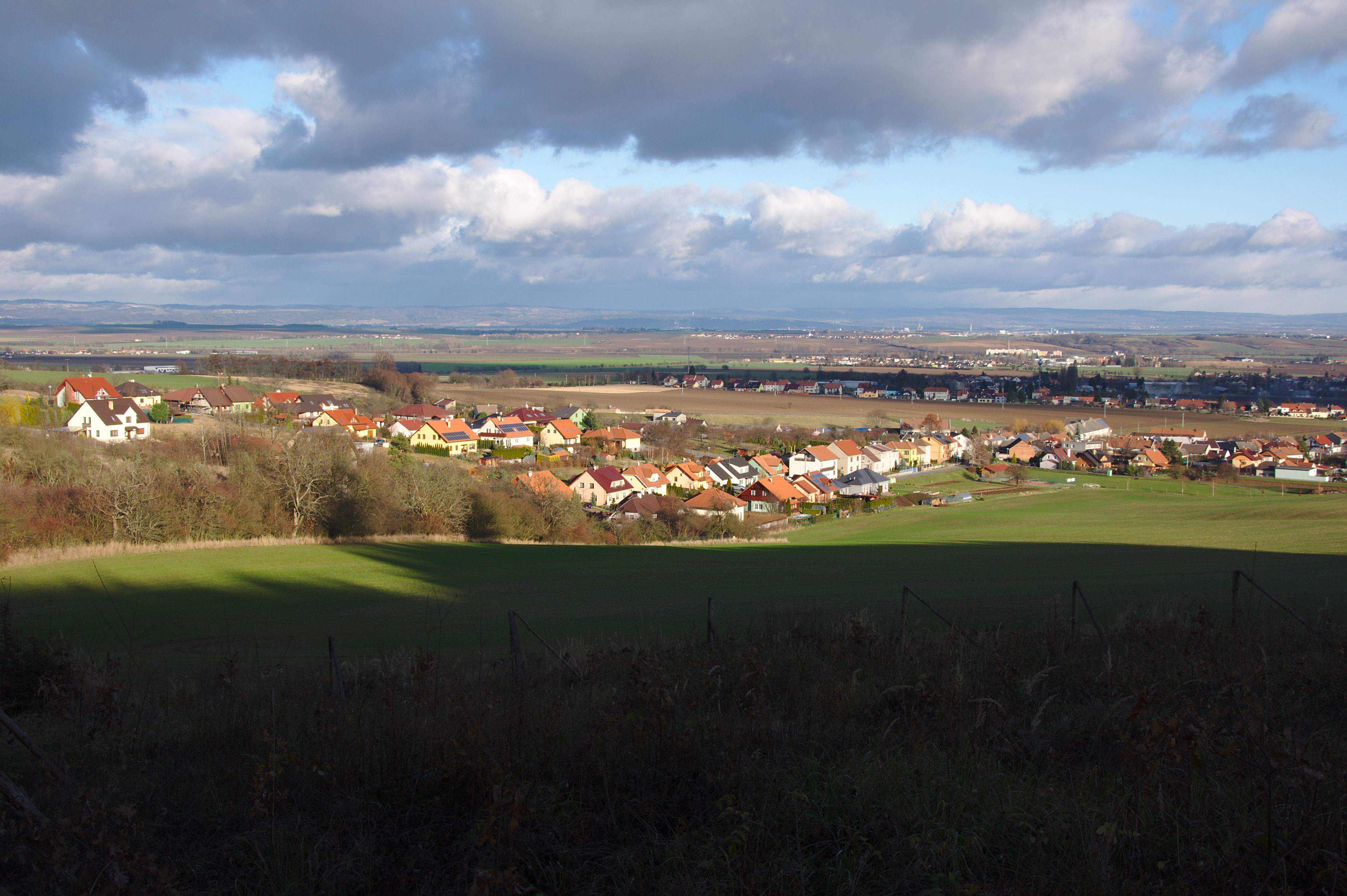
Vue générale.

La commune est limitée par Slatinice au nord et à l'est, par Lutín à l'est, par Čelechovice na Hané et Stařechovice au sud, et par Čechy pod Kosířem et Drahanovice à l'ouest.

## Histoire
La première mention écrite de la localité date de 1247.

## Transports
Par la route, Slatinky se trouve à 10,5 km de Prostějov, à 16 km d'Olomouc et à 258 km de Prague.